# Xanthodes talauta
Xanthodes talauta är en fjärilsart som beskrevs av Swinhoe 1918. Xanthodes talauta ingår i släktet Xanthodes och familjen trågspinnare. Inga underarter finns listade i Catalogue of Life.